# Mount Bradshaw
Mount Bradshaw är ett berg i Antarktis. Det ligger i Östantarktis. Nya Zeeland gör anspråk på området. Toppen på Mount Bradshaw är 2 242 meter över havet, eller 428 meter över den omgivande terrängen. Bredden vid basen är 5,5 km.
Terrängen runt Mount Bradshaw är huvudsakligen kuperad. Trakten är obefolkad. Det finns inga samhällen i närheten. 